# 15e étape du Tour de France 2016
Pour un article plus général, voir Tour de France 2016.
La 15e étape du Tour de France 2016 se déroule le dimanche 17 juillet 2016 entre Bourg-en-Bresse et Culoz sur une distance de 160 kilomètres.
Elle est remportée par le Colombien Jarlinson Pantano de l'équipe IAM. Il devance au sprint le Polonais Rafał Majka (Tinkoff), qui endosse le maillot à pois à l'issue de cette étape. Le Français Alexis Vuillermoz (AG2R La Mondiale) complète le podium en arrivant à 6 secondes du vainqueur.

## Parcours
L'étape d'une longueur de 160 km se déroule intégralement dans le département de l'Ain part de Bourg-en-Bresse pour arriver à Culoz. Plusieurs difficultés sont au programme notamment dès le 23e kilomètre le Col du Berthiand (1ère catégorie) puis le Grand Colombier (HC) au 113e kilomètre et enfin les lacets du Grand Colombier au 146e kilomètre (1ère catégorie). Particularité de cette étape, les coureurs franchiront deux fois la ligne d'arrivée. En effet, une boucle faisant remonter aux lacets du Grand Colombier compose cette arrivée.

## Déroulement de la course
Peu après le départ, dès la sortie de Bourg-en-Bresse, une trentaine de coureurs se sont détachés du peloton. Parmi ces hommes on retrouvait Thomas Voeckler, Julian Alaphilippe, Rafal Majka, Vincenzo Nibali mais aussi Jarlinson Pantano. Ils ont compté jusqu’à 7 min d’avance à mi-course.

Dans la première ascension sur les pentes du Grand Colombier, le groupe de tête a explosé. Rafal Majka et Ilnur Zakarin, qui se sont isolés en tête, ont franchi seuls le sommet hors catégorie. Ils ont été rejoints dans la descente par Alaphilippe et Pantano. Le Français a été victime d’un ennui mécanique et Zakarin, pas très bon descendeur, a laissé filer Pantano et Majka.

Meilleur grimpeur, le Polonais Majka a franchi seul en tête le sommet de la dernière ascension de la journée les lacets Col du Grand Colombier (893 mètres). Mais le Colombien Pantano de la formation IAM Cycling, à la faveur d'une descente d'une grande qualité, a su faire la jonction. Dans un final à deux sur la ligne d'arrivée, Pantano a pris le dessus sur Majka au sprint, et a offert à son équipe invitée une très belle victoire d’étape.

## Résultats

### Classement de l'étape
| \| Classement de l'étape \| Classement de l'étape \| Classement de l'étape \| Classement de l'étape \| Classement de l'étape \| \| Coureur \| Coureur \| Pays \| Équipe \| Temps \| \| --------------------- \| --------------------- \| --------------------- \| -------------------------- \| --------------------- \| \| 1er \| Jarlinson Pantano \| Colombie \| IAM Cycling \| 4 h 24 min 49 s \| \| 2e \| Rafał Majka \| Pologne \| Tinkoff \| + 0 s \| \| 3e \| Alexis Vuillermoz \| France \| AG2R La Mondiale \| + 6 s \| \| 4e \| Sébastien Reichenbach \| Suisse \| FDJ \| + 6 s \| \| 5e \| Julian Alaphilippe \| France \| Etixx-Quick Step \| + 22 s \| \| 6e \| Serge Pauwels \| Belgique \| Dimension Data \| + 25 s \| \| 7e \| Pierre Rolland \| France \| Cannondale-Drapac \| + 25 s \| \| 8e \| Ilnur Zakarin \| Russie \| Katusha \| + 1 min 30 s \| \| 9e \| Daniel Navarro \| Espagne \| Cofidis, Solutions Crédits \| + 1 min 30 s \| \| 10e \| Tom-Jelte Slagter \| Pays-Bas \| Cannondale-Drapac \| + 2 min 08 s \| |                       |          |                            |                 |
| |                       |          |                            |                 |
| Source : ProCyclingStats |                       |          |                            |                 |
| Classement de l'étape |                       |          |                            |                 |
| Coureur | Coureur               | Pays     | Équipe                     | Temps           |
| 1er | Jarlinson Pantano     | Colombie | IAM Cycling                | 4 h 24 min 49 s |
| 2e | Rafał Majka           | Pologne  | Tinkoff                    | + 0 s           |
| 3e | Alexis Vuillermoz     | France   | AG2R La Mondiale           | + 6 s           |
| 4e | Sébastien Reichenbach | Suisse   | FDJ                        | + 6 s           |
| 5e | Julian Alaphilippe    | France   | Etixx-Quick Step           | + 22 s          |
| 6e | Serge Pauwels         | Belgique | Dimension Data             | + 25 s          |
| 7e | Pierre Rolland        | France   | Cannondale-Drapac          | + 25 s          |
| 8e | Ilnur Zakarin         | Russie   | Katusha                    | + 1 min 30 s    |
| 9e | Daniel Navarro        | Espagne  | Cofidis, Solutions Crédits | + 1 min 30 s    |
| 10e | Tom-Jelte Slagter     | Pays-Bas | Cannondale-Drapac          | + 2 min 08 s    |

### Points attribués
| Sprint intermédiaire - Hauteville-Lompnes (km 72) | Sprint intermédiaire - Hauteville-Lompnes (km 72) | Sprint intermédiaire - Hauteville-Lompnes (km 72) | Sprint intermédiaire - Hauteville-Lompnes (km 72) | Sprint intermédiaire - Hauteville-Lompnes (km 72) |
| ------------------------------------------------- | ------------------------------------------------- | ------------------------------------------------- | ------------------------------------------------- | ------------------------------------------------- |
|                                                   | Coureur                                           | Pays                                              | Équipe                                            | Point(s)                                          |
| 1er                                               | Serge Pauwels                                     | Belgique                                          | Dimension Data                                    | 20                                                |
| 2e                                                | Rafał Majka                                       | Pologne                                           | Tinkoff                                           | 17                                                |
| 3e                                                | Steve Morabito                                    | Suisse                                            | FDJ                                               | 15                                                |
| 4e                                                | Stef Clement                                      | Pays-Bas                                          | IAM                                               | 13                                                |
| 5e                                                | Bartosz Huzarski                                  | Pologne                                           | Bora-Argon 18                                     | 11                                                |
| 6e                                                | Tanel Kangert                                     | Estonie                                           | Astana                                            | 10                                                |
| 7e                                                | Alberto Losada                                    | Espagne                                           | Katusha                                           | 9                                                 |
| 8e                                                | Daniel Navarro                                    | Espagne                                           | Cofidis                                           | 8                                                 |
| 9e                                                | Jan Polanc                                        | Slovénie                                          | Lampre-Merida                                     | 7                                                 |
| 10e                                               | Tom-Jelte Slagter                                 | Pays-Bas                                          | Cannondale-Drapac                                 | 6                                                 |
| 11e                                               | Haimar Zubeldia                                   | Espagne                                           | Trek-Segafredo                                    | 5                                                 |
| 12e                                               | Romain Sicard                                     | France                                            | Direct Énergie                                    | 4                                                 |
| 13e                                               | Dylan van Baarle                                  | Pays-Bas                                          | Cannondale-Drapac                                 | 3                                                 |
| 14e                                               | Tsgabu Grmay                                      | Éthiopie                                          | Lampre-Merida                                     | 2                                                 |
| 15e                                               | Vincenzo Nibali                                   | Italie                                            | Astana                                            | 1                                                 |
| modifier                                          |                                                   |                                                   |                                                   |                                                   |

| Arrivée d'étape - Culoz (km 160) | Arrivée d'étape - Culoz (km 160) | Arrivée d'étape - Culoz (km 160) | Arrivée d'étape - Culoz (km 160) | Arrivée d'étape - Culoz (km 160) |
| -------------------------------- | -------------------------------- | -------------------------------- | -------------------------------- | -------------------------------- |
|                                  | Coureur                          | Pays                             | Équipe                           | Point(s)                         |
| 1er                              | Jarlinson Pantano                | Colombie                         | IAM                              | 20                               |
| 2e                               | Rafał Majka                      | Pologne                          | Tinkoff                          | 17                               |
| 3e                               | Alexis Vuillermoz                | France                           | AG2R La Mondiale                 | 15                               |
| 4e                               | Sébastien Reichenbach            | Suisse                           | FDJ                              | 13                               |
| 5e                               | Julian Alaphilippe               | France                           | Etixx-Quick Step                 | 11                               |
| 6e                               | Serge Pauwels                    | Belgique                         | Dimension Data                   | 10                               |
| 7e                               | Pierre Rolland                   | France                           | Cannondale-Drapac                | 9                                |
| 8e                               | Ilnur Zakarin                    | Russie                           | Katusha                          | 8                                |
| 9e                               | Daniel Navarro                   | Espagne                          | Cofidis                          | 7                                |
| 10e                              | Tom-Jelte Slagter                | Pays-Bas                         | Cannondale-Drapac                | 6                                |
| 11e                              | Kristijan Đurasek                | Croatie                          | Lampre-Merida                    | 5                                |
| 12e                              | Bartosz Huzarski                 | Pologne                          | Bora-Argon 18                    | 4                                |
| 13e                              | Wouter Poels                     | Pays-Bas                         | Sky                              | 3                                |
| 14e                              | Christopher Froome               | Royaume-Uni                      | Sky                              | 2                                |
| 15e                              | Nairo Quintana                   | Colombie                         | Movistar                         | 1                                |
| modifier                         |                                  |                                  |                                  |                                  |

|   | Coureur           | Pays     | Équipe           | Secondes |
| - | ----------------- | -------- | ---------------- | -------- |
| 1 | Jarlinson Pantano | Colombie | IAM              | 10 s     |
| 2 | Rafał Majka       | Pologne  | Tinkoff          | 6 s      |
| 3 | Alexis Vuillermoz | France   | AG2R La Mondiale | 4 s      |

### Cols et côtes
| Col du Berthiand (km 23) - 1re catégorie (6 km à 8,1%) | Col du Berthiand (km 23) - 1re catégorie (6 km à 8,1%) | Col du Berthiand (km 23) - 1re catégorie (6 km à 8,1%) | Col du Berthiand (km 23) - 1re catégorie (6 km à 8,1%) | Col du Berthiand (km 23) - 1re catégorie (6 km à 8,1%) |
| ------------------------------------------------------ | ------------------------------------------------------ | ------------------------------------------------------ | ------------------------------------------------------ | ------------------------------------------------------ |
|                                                        | Coureur                                                | Pays                                                   | Équipe                                                 | Point(s)                                               |
| 1er                                                    | Rafał Majka                                            | Pologne                                                | Tinkoff                                                | 10                                                     |
| 2e                                                     | Ilnur Zakarin                                          | Russie                                                 | Katusha                                                | 8                                                      |
| 3e                                                     | Serge Pauwels                                          | Belgique                                               | Dimension Data                                         | 6                                                      |
| 4e                                                     | Vincenzo Nibali                                        | Italie                                                 | Astana                                                 | 4                                                      |
| 5e                                                     | Stef Clement                                           | Pays-Bas                                               | IAM                                                    | 2                                                      |
| 6e                                                     | Nélson Oliveira                                        | Portugal                                               | Movistar                                               | 1                                                      |
| modifier                                               |                                                        |                                                        |                                                        |                                                        |

| Col du Sappel (km 52) - 2e catégorie (8,8 km à 5,6%) | Col du Sappel (km 52) - 2e catégorie (8,8 km à 5,6%) | Col du Sappel (km 52) - 2e catégorie (8,8 km à 5,6%) | Col du Sappel (km 52) - 2e catégorie (8,8 km à 5,6%) | Col du Sappel (km 52) - 2e catégorie (8,8 km à 5,6%) |
| ---------------------------------------------------- | ---------------------------------------------------- | ---------------------------------------------------- | ---------------------------------------------------- | ---------------------------------------------------- |
|                                                      | Coureur                                              | Pays                                                 | Équipe                                               | Point(s)                                             |
| 1er                                                  | Thomas Voeckler                                      | France                                               | Direct Énergie                                       | 5                                                    |
| 2e                                                   | Rafał Majka                                          | Pologne                                              | Tinkoff                                              | 3                                                    |
| 3e                                                   | Serge Pauwels                                        | Belgique                                             | Dimension Data                                       | 2                                                    |
| 4e                                                   | Daniel Navarro                                       | Espagne                                              | Cofidis                                              | 1                                                    |
| modifier                                             |                                                      |                                                      |                                                      |                                                      |

| Col de Pisseloup (km 63,5) - 3e catégorie (4,9 km à 5,8%) | Col de Pisseloup (km 63,5) - 3e catégorie (4,9 km à 5,8%) | Col de Pisseloup (km 63,5) - 3e catégorie (4,9 km à 5,8%) | Col de Pisseloup (km 63,5) - 3e catégorie (4,9 km à 5,8%) | Col de Pisseloup (km 63,5) - 3e catégorie (4,9 km à 5,8%) |
| --------------------------------------------------------- | --------------------------------------------------------- | --------------------------------------------------------- | --------------------------------------------------------- | --------------------------------------------------------- |
|                                                           | Coureur                                                   | Pays                                                      | Équipe                                                    | Point(s)                                                  |
| 1er                                                       | Serge Pauwels                                             | Belgique                                                  | Dimension Data                                            | 2                                                         |
| 2e                                                        | Rafał Majka                                               | Pologne                                                   | Tinkoff                                                   | 1                                                         |
| modifier                                                  |                                                           |                                                           |                                                           |                                                           |

| Col de la Rochette (km 79) - 3e catégorie (5,1 km à 5,4%) | Col de la Rochette (km 79) - 3e catégorie (5,1 km à 5,4%) | Col de la Rochette (km 79) - 3e catégorie (5,1 km à 5,4%) | Col de la Rochette (km 79) - 3e catégorie (5,1 km à 5,4%) | Col de la Rochette (km 79) - 3e catégorie (5,1 km à 5,4%) |
| --------------------------------------------------------- | --------------------------------------------------------- | --------------------------------------------------------- | --------------------------------------------------------- | --------------------------------------------------------- |
|                                                           | Coureur                                                   | Pays                                                      | Équipe                                                    | Point(s)                                                  |
| 1er                                                       | Serge Pauwels                                             | Belgique                                                  | Dimension Data                                            | 2                                                         |
| 2e                                                        | Rafał Majka                                               | Pologne                                                   | Tinkoff                                                   | 1                                                         |
| modifier                                                  |                                                           |                                                           |                                                           |                                                           |

| Col du Grand Colombier (km 113) - Hors catégorie (12,8 km à 6,8%) | Col du Grand Colombier (km 113) - Hors catégorie (12,8 km à 6,8%) | Col du Grand Colombier (km 113) - Hors catégorie (12,8 km à 6,8%) | Col du Grand Colombier (km 113) - Hors catégorie (12,8 km à 6,8%) | Col du Grand Colombier (km 113) - Hors catégorie (12,8 km à 6,8%) |
| ----------------------------------------------------------------- | ----------------------------------------------------------------- | ----------------------------------------------------------------- | ----------------------------------------------------------------- | ----------------------------------------------------------------- |
|                                                                   | Coureur                                                           | Pays                                                              | Équipe                                                            | Point(s)                                                          |
| 1er                                                               | Rafał Majka                                                       | Pologne                                                           | Tinkoff                                                           | 25                                                                |
| 2e                                                                | Ilnur Zakarin                                                     | Russie                                                            | Katusha                                                           | 20                                                                |
| 3e                                                                | Julian Alaphilippe                                                | France                                                            | Etixx-Quick Step                                                  | 16                                                                |
| 4e                                                                | Jarlinson Pantano                                                 | Colombie                                                          | IAM                                                               | 14                                                                |
| 5e                                                                | Sébastien Reichenbach                                             | Suisse                                                            | FDJ                                                               | 12                                                                |
| 6e                                                                | Alexis Vuillermoz                                                 | France                                                            | AG2R La Mondiale                                                  | 10                                                                |
| 7e                                                                | Serge Pauwels                                                     | Belgique                                                          | Dimension Data                                                    | 8                                                                 |
| 8e                                                                | Kristijan Đurasek                                                 | Croatie                                                           | Lampre-Merida                                                     | 6                                                                 |
| 9e                                                                | Bartosz Huzarski                                                  | Pologne                                                           | Bora-Argon 18                                                     | 4                                                                 |
| 10e                                                               | Domenico Pozzovivo                                                | Italie                                                            | AG2R La Mondiale                                                  | 2                                                                 |
| modifier                                                          |                                                                   |                                                                   |                                                                   |                                                                   |

| Lacets du Grand Colombier (km 146) - 1re catégorie (8,4 km à 7,6%) | Lacets du Grand Colombier (km 146) - 1re catégorie (8,4 km à 7,6%) | Lacets du Grand Colombier (km 146) - 1re catégorie (8,4 km à 7,6%) | Lacets du Grand Colombier (km 146) - 1re catégorie (8,4 km à 7,6%) | Lacets du Grand Colombier (km 146) - 1re catégorie (8,4 km à 7,6%) |
| ------------------------------------------------------------------ | ------------------------------------------------------------------ | ------------------------------------------------------------------ | ------------------------------------------------------------------ | ------------------------------------------------------------------ |
|                                                                    | Coureur                                                            | Pays                                                               | Équipe                                                             | Point(s)                                                           |
| 1er                                                                | Rafał Majka                                                        | Pologne                                                            | Tinkoff                                                            | 10                                                                 |
| 2e                                                                 | Jarlinson Pantano                                                  | Colombie                                                           | IAM                                                                | 8                                                                  |
| 3e                                                                 | Sébastien Reichenbach                                              | Suisse                                                             | FDJ                                                                | 6                                                                  |
| 4e                                                                 | Alexis Vuillermoz                                                  | France                                                             | AG2R La Mondiale                                                   | 4                                                                  |
| 5e                                                                 | Serge Pauwels                                                      | Belgique                                                           | Dimension Data                                                     | 2                                                                  |
| 6e                                                                 | Pierre Rolland                                                     | France                                                             | Cannondale-Drapac                                                  | 1                                                                  |
| modifier                                                           |                                                                    |                                                                    |                                                                    |                                                                    |

## Classements à l'issue de l'étape

### Classement général
| \| Classement général \| Classement général \| Classement général \| Classement général \| Classement général \| \| Coureur \| Coureur \| Pays \| Équipe \| Temps \| \| ------------------ \| ------------------ \| ------------------ \| ------------------ \| ------------------ \| \| 1er \| Christopher Froome \| Royaume-Uni \| Team Sky \| 68 h 14 min 36 s \| \| 2e \| Bauke Mollema \| Pays-Bas \| Trek-Segafredo \| + 1 min 47 s \| \| 3e \| Adam Yates \| Royaume-Uni \| Orica-BikeExchange \| + 2 min 45 s \| \| 4e \| Nairo Quintana \| Colombie \| Movistar Team \| + 2 min 59 s \| \| 5e \| Alejandro Valverde \| Espagne \| Movistar Team \| + 3 min 17 s \| \| 6e \| Romain Bardet \| France \| AG2R La Mondiale \| + 4 min 04 s \| \| 7e \| Richie Porte \| Australie \| BMC Racing Team \| + 4 min 27 s \| \| 8e \| Tejay van Garderen \| États-Unis \| BMC Racing Team \| + 4 min 47 s \| \| 9e \| Dan Martin \| Irlande \| Etixx-Quick Step \| + 5 min 03 s \| \| 10e \| Fabio Aru \| Italie \| Astana \| + 5 min 16 s \| |                    |             |                    |                  |
| |                    |             |                    |                  |
| Source : ProCyclingStats |                    |             |                    |                  |
| Classement général |                    |             |                    |                  |
| Coureur | Coureur            | Pays        | Équipe             | Temps            |
| 1er | Christopher Froome | Royaume-Uni | Team Sky           | 68 h 14 min 36 s |
| 2e | Bauke Mollema      | Pays-Bas    | Trek-Segafredo     | + 1 min 47 s     |
| 3e | Adam Yates         | Royaume-Uni | Orica-BikeExchange | + 2 min 45 s     |
| 4e | Nairo Quintana     | Colombie    | Movistar Team      | + 2 min 59 s     |
| 5e | Alejandro Valverde | Espagne     | Movistar Team      | + 3 min 17 s     |
| 6e | Romain Bardet      | France      | AG2R La Mondiale   | + 4 min 04 s     |
| 7e | Richie Porte       | Australie   | BMC Racing Team    | + 4 min 27 s     |
| 8e | Tejay van Garderen | États-Unis  | BMC Racing Team    | + 4 min 47 s     |
| 9e | Dan Martin         | Irlande     | Etixx-Quick Step   | + 5 min 03 s     |
| 10e | Fabio Aru          | Italie      | Astana             | + 5 min 16 s     |

### Classement par points
| Classement par points | Classement par points | Classement par points | Classement par points | Classement par points |
| --------------------- | --------------------- | --------------------- | --------------------- | --------------------- |
|                       | Coureur               | Pays                  | Équipe                | Point(s)              |
| 1er                   | Peter Sagan           | Slovaquie             | Tinkoff               | 340 points            |
| 2e                    | Mark Cavendish        | Royaume-Uni           | Dimension Data        | 278 pts               |
| 3e                    | Marcel Kittel         | Allemagne             | Etixx-Quick Step      | 228 pts               |
| 4e                    | Bryan Coquard         | France                | Direct Énergie        | 145 pts               |
| 5e                    | André Greipel         | Allemagne             | Lotto-Soudal          | 128 pts               |
| 6e                    | Michael Matthews      | Australie             | Orica-BikeExchange    | 127 pts               |
| 7e                    | Alexander Kristoff    | Norvège               | Katusha               | 122 pts               |
| 8e                    | Greg Van Avermaet     | Belgique              | BMC Racing            | 112 pts               |
| 9e                    | Thomas De Gendt       | Belgique              | Lotto-Soudal          | 106 pts               |
| 10e                   | Daniel Navarro        | Espagne               | Cofidis               | 105 pts               |
| modifier              |                       |                       |                       |                       |

### Classement du meilleur grimpeur
| Classement du meilleur grimpeur | Classement du meilleur grimpeur | Classement du meilleur grimpeur | Classement du meilleur grimpeur | Classement du meilleur grimpeur |
| ------------------------------- | ------------------------------- | ------------------------------- | ------------------------------- | ------------------------------- |
|                                 | Coureur                         | Pays                            | Équipe                          | Point(s)                        |
| 1er                             | Rafał Majka                     | Pologne                         | Tinkoff                         | 127 points                      |
| 2e                              | Thomas De Gendt                 | Belgique                        | Lotto-Soudal                    | 90 pts                          |
| 3e                              | Daniel Navarro                  | Espagne                         | Cofidis                         | 69 pts                          |
| 4e                              | Serge Pauwels                   | Belgique                        | Dimension Data                  | 62 pts                          |
| 5e                              | Tom Dumoulin                    | Pays-Bas                        | Giant-Alpecin                   | 58 pts                          |
| 6e                              | Rui Costa                       | Portugal                        | Lampre-Merida                   | 50 pts                          |
| 7e                              | Stef Clement                    | Pays-Bas                        | IAM                             | 37 pts                          |
| 8e                              | Ilnur Zakarin                   | Russie                          | Katusha                         | 28 pts                          |
| 9e                              | Diego Rosa                      | Italie                          | Astana                          | 27 pts                          |
| 10e                             | Winner Anacona                  | Colombie                        | Movistar                        | 26 pts                          |
| modifier                        |                                 |                                 |                                 |                                 |

### Classement du meilleur jeune
| Classement général du meilleur jeune | Classement général du meilleur jeune | Classement général du meilleur jeune | Classement général du meilleur jeune | Classement général du meilleur jeune |
|                                      | Coureur                              | Pays                                 | Équipe                               | Temps                                |
| ------------------------------------ | ------------------------------------ | ------------------------------------ | ------------------------------------ | ------------------------------------ |
| 1er                                  | Adam Yates                           | Royaume-Uni                          | Orica-BikeExchange                   | en 68 h 17 min 21 s                  |
| 2e                                   | Louis Meintjes                       | Afrique du Sud                       | Lampre-Merida                        | + 3 min 3 s                          |
| 3e                                   | Warren Barguil                       | France                               | Giant-Alpecin                        | + 16 min 20 s                        |
| 4e                                   | Emanuel Buchmann                     | Allemagne                            | Bora-Argon 18                        | + 25 min 14 s                        |
| 5e                                   | Wilco Kelderman                      | Pays-Bas                             | Lotto NL-Jumbo                       | + 45 min 38 s                        |
| modifier                             |                                      |                                      |                                      |                                      |

### Classement par équipes
| Classement par équipes | Classement par équipes | Classement par équipes | Classement par équipes |
|                        | Équipe                 | Pays                   | Temps                  |
| ---------------------- | ---------------------- | ---------------------- | ---------------------- |
| 1re                    | Movistar               | Espagne                | en 204 h 44 min 46 s   |
| 2e                     | Sky                    | Royaume-Uni            | + 7 min 8 s            |
| 3e                     | BMC Racing             | États-Unis             | + 9 min 40 s           |
| 4e                     | Astana                 | Kazakhstan             | + 38 min 59 s          |
| 5e                     | AG2R La Mondiale       | France                 | + 41 min 55 s          |
| modifier               |                        |                        |                        |

## Abandons
- 15 -  Jesús Herrada (Movistar) : abandon
- 164 -  Jens Debusschere (Lotto-Soudal) : non partant